# Molly: An American Girl on the Home Front
Molly: An American Girl on the Home Front is een televisiefilm film uit 2006 onder regie van Joyce Chopra. De film ging in première op het Disney Channel, maar is geen Disney Channel Original Movie.
De film is het derde deel uit de American Girl-reeks. Voorgangers waren Samantha: An American Girl Holiday (2004) en Felicity: An American Girl Adventure (2005). De film kreeg als vervolg Kit Kittredge: An American Girl.

## Verhaal
Molly McIntire is een jong meisje dat opgroeit tijdens de Tweede Wereldoorlog. De film speelt zich af in 1944 en beschrijft Molly's wens om haar vader weer te zien. Hij heeft namelijk zijn familie tijdelijk verlaten om voor de gewonden te zorgen. Ze besluit danslessen te nemen om optimistisch te blijven en raakt bevriend met een jong meisje, dat bij de familie komt wonen na een bomaanslag op haar voormalige huis.

## Rolverdeling
- Maya Ritter - Molly McIntire
- Tory Green - Emily Bennett
- Molly Ringwald - Mrs. Helen McIntire
- David Aaron Baker - Dr. James McIntire
- Hannah Fleming - Susan Shapiro
- Samantha Wilson - Linda Rinaldi
- Josette Halpert - Alison Hargate
- Genevieve Farrell - Jill McIntire
- Andrew Chalmers - Ricky McIntire